# Руда (Кам'янка-Бузька міська громада)
Руда́ (до 1946 року - Руда за Бугом) — село в Україні, в Львівському районі Львівської області. Населення становить 315 осіб. Орган місцевого самоврядування - Кам'янка-Бузька міська рада.

## Населення

### Мова
Розподіл населення за рідною мовою за даними перепису 2001 року:
| Мова       | Кількість | Відсоток |
| ---------- | --------- | -------- |
| українська | 312       | 99.05%   |
| російська  | 3         | 0.95%    |
| Усього     | 315       | 100%     |